# サデウス・バラード
サデウス・バラード（Thaddeus Michael Bullard、1977年4月29日 - ）は、アメリカ合衆国の元アリーナフットボール選手であり、プロレスラー。フロリダ州ボイントンビーチ出身。WWEにタイタス・オニール（Titus O'Neil）のリングネームで所属。

## 来歴
プロレスラーになる以前は、アリーナフットボール選手として活躍。フロリダ大学では各選手権で各賞を受賞。大学卒業後、2003年から2007年までアリーナフットボールリーグでプレーした。
2009年、WWEとディペロップメント契約。傘下団体のFCWにてタイタス・オニール（Titus O'Neil）のリングネームでデビュー。
2010年、NXTのシーズン2にルーキーとして参加。ザック・ライダーをプロに迎え、最下位という結果に終わったが、シーズン1の頃に比べて順位結果の公表が早かったため、実力を発揮することができなかった。NXTシーズン2が終了してからはFCWに戻った。12月、ダミアン・サンドウとタッグを組んでウェス・ブリスコ & ザビアー・ウッズからFCWフロリダタッグチーム王座を奪取。
2011年3月、NXTシーズン5に今までNXTに参加し、脱落したレスラーたちが再びNXTの頂点を目指すという名目で参戦することが決定。プロはホーンスワグル。序盤は負けなしの活躍を見せ、脱落免除の救済ポイントも抜群に多く取得。しかし、長く続いたシーズン5において、抗争をつづけたダレン・ヤングとの決着（勝利）を機に突如ヒールターン。それまで親友として活動していたパーシー・ワトソンと抗争したり、ヤングとタッグを組んだ。だが、後にタミーナに惚れたヤングが試合をおろそかにしたことでタッグ解消を言い渡すものの、2012年4月からヤングとともにSmackDown!への昇格が決まる。この件により確執は無くなり、プライムタイム・プレイヤーズ（Primetime Players）なるタッグチームを結成。WWEタッグ王者であるR・トゥルース & コフィ・キングストンとの試合で善戦の末に敗戦。その後、3つ巴タッグ戦でウーソズやプリモ & エピコに勝ち、再挑戦の権利を得たかと思われたものの、RAW GMであるAJによってダニエル・ブライアン & ケインとの試合を組まれた結果敗戦し、挑戦権を失った。
2013年8月、ヤングが実生活においてバイセクシュアルであったことを公表した事からPTPはフェイスターンすることになった。以降、プッシュされるようになり、ファンの後押しなども受けて9月15日、PPVであるNight of Champions 2013にてWWEタッグ王座挑戦権争奪タッグターモイルマッチに勝利し、タッグ王座を保持するザ・シールドに挑戦。善戦するも奪取するに至らなかった。
2014年1月31日、SmackDownにてライバクセル（ライバック & カーティス・アクセル）と対戦した際に連携ミスが起こってしまい敗戦。これに憤慨したオニールは試合後にヤングを襲撃してタッグの解消を告げて退場。2月16日、PPVのElimination Chamber 2014にてヤングと遺恨戦を行い勝利し、決着をつけた。8月、ヒース・スレイターと共にスレイター・ゲーター（Slater-Gator）なるタッグチームを結成。また、NXTにも出場。自らを番組の主役にするよう主張し、エイドリアン・ネヴィルが保持するNXT王座を狙い抗争を展開するもベルトを奪取するに至らなかった。
2015年2月、ジ・アセンションに襲われたヤングを助け、タッグ再結成を果たす。6月14日、Money in the Bank 2015にてWWEタッグ王座を保持するニュー・デイ（ビッグ・E & エグザビアー・ウッズ）と対戦。最後にウッズにクラッシュ・オブ・タイタスを決めて勝利し、ベルトを奪取した。
2016年10月、ヤングとタッグを再度解消。タイタス・ブランド（The Titus Brand）なるセルフプロデュースを信条とするヒールギミックに転向。
2017年4月17日、タイタス・ワールドワイド（Titus Worldwide）なる企画を発案。アポロ・クルーズをエージェントに迎え、売出しにかかる。6月26日のRAWでは戸澤陽と契約を交わしたことを発表。
2018年4月27日、サウジアラビアで開催されたグレイテスト・ロイヤルランブルのメインイベント、50人グレイテスト・ロイヤルランブルマッチで39番目に登場。入場時に走っていたところを転倒してリング下に頭から突入。この事象がワークではなかったことから反響を呼び、タイタス・ワールドワイドとかけたタイタス・ワールドスライドと呼ばれる結果になった。

## 得意技

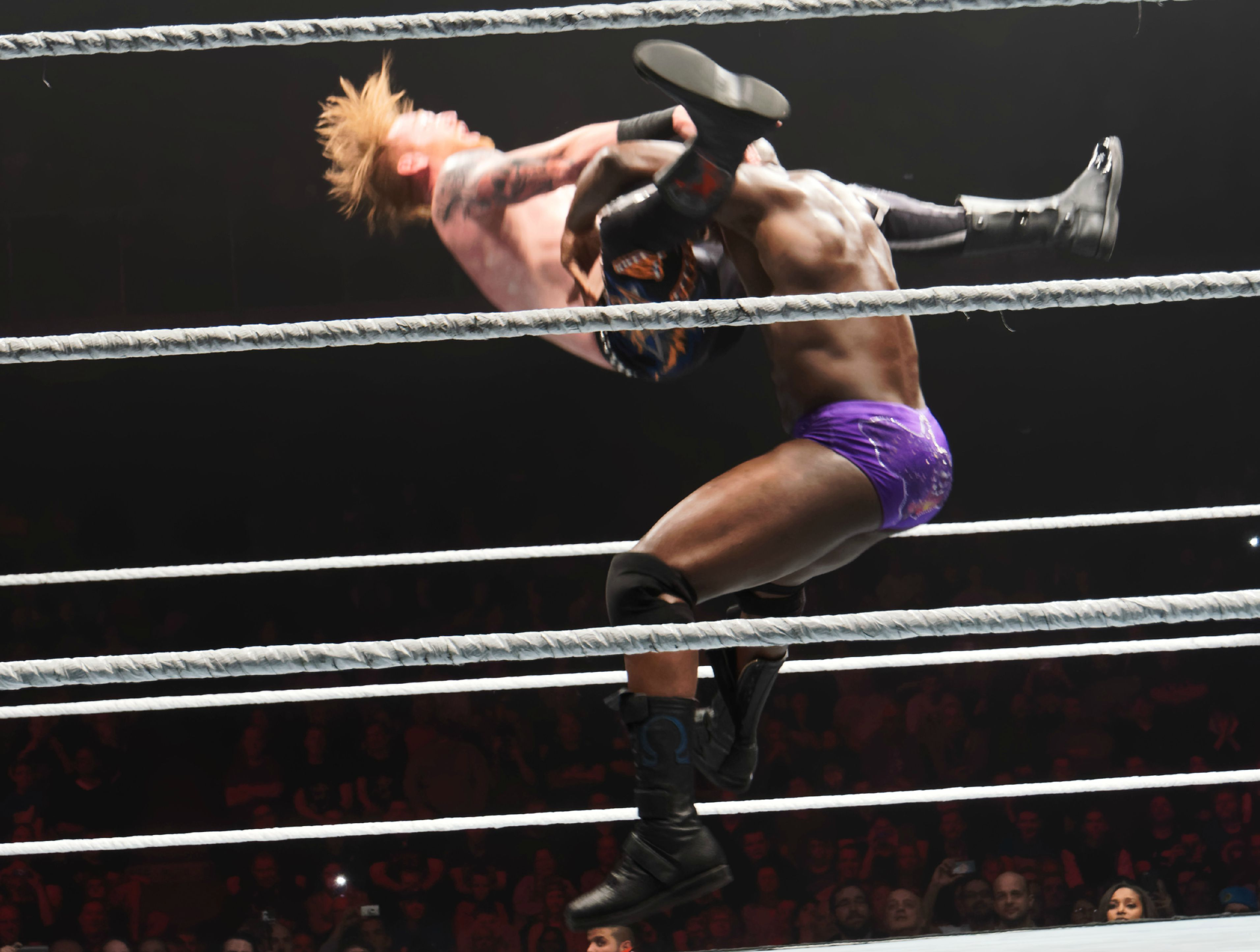
クラッシュ・オブ・タイタス
フィニッシャー。スパイン・ボム
ミリオンダラー・スラム
パンプハンドル・スラム。2015年に使用したフィニッシャー。
クローズライン
ショルダー・タックル
コーナー・ボディ・スプラッシュ
ランニング・ビッグ・ブート
ビッグブート
バックブリーカー・ドロップ
ドミネーター
ゲットー・ブラスター
ダレン・ヤングとの合体技。オニールがバックブリーカーホールドで相手の動きを封じたところをヤングがダイビング・エルボードロップを決める。

## 獲得タイトル
WWE
- WWEタッグ王座 : 1回

w / ダレン・ヤング
- WWE24/7王座 : 1回
- WWE殿堂 （ウォリアー賞）

FCW
- FCWフロリダタッグ王座 : 1回

w / ダミアン・サンドウ

## 入場曲
- Move (Get it In)
- Making Moves - 現在使用中
- Let Me Show You How